# Phare de Rukkirahu
Le phare de Rukkirahu (en estonien : Rukkirahu tuletorn) est un phare situé sur l'îlot de Rukkirahu appartenant à la commune de Ridala dans le comté de Lääne, en Estonie.
Il est géré par l'Administration maritime estonienne ,.

## Histoire
Le phare, construit en 1940, est localisé sur une petite île à environ 5 km à l'ouest du village Rohuküla. Il n'est accessible que par bateau. Il marque le passage entre l'île Vormsi et les îles de Hiiumaa. Ce phare arrière fonctionne avec le phare avant de l'île d'Hobulaid, à environ 3,7 km au nord.

## Description
Le phare  est une tour circulaire en béton de 16 mètres de haut, avec galerie et lanterne. Le bâtiment est peint en blanc, et la lanterne est rouge. Il émet, à une hauteur focale de 18 mètres, deux brefs éclats blancs et rouges, selon secteur directionnel, toutes les 6 secondes. Sa portée nominale est de 6 milles nautiques (environ 11 km).
Identifiant : ARLHS : EST-073 ; EVA-482 - Amirauté : C-3652.1 - NGA : 12588.1 .

## Caractéristique duFeu maritime
Fréquence : 6 secondes (W-R)
- Lumière : 0,3 seconde
- Obscurité : 0,9 seconde
- Lumière : 0,3 seconde
- Obscurité : 4,5 secondes

|                |
| Îlot Rukkirahu |

|          |
| Le phare |

### Lien connexe
- Liste des phares d'Estonie